# Основ'янський провулок
Основ'янський провулок — провулок в Новобаварському районі міста Харків, на території однойменного району «Основа»